# Теодор Хојс
Теодор Хојс (1884—1964) био је њемачки либерални политичар, новинар и политички аналитичар. Прије 1933. био је члан њемачке Демократске странке, од 1945. један од оснивача Слободне демократске партије и њен први предсједник.

## Биографија
Теодор Хојс рођен је 31. јануара 1844 у Бракенхајму малом граду у близини Виртемберга. Ова по многима „нити вода нити вино заједница“ лежи близу границе швабске и франачке области. Студирао је економију, историју умјетности и политичке науке на универзитетима у Минхену и Берлину. Докторирао је у Минхену 1905 на тезу свога савјетника Луја Брентана, економисте, реформатора „нове историјске школе“ универзитетског професора и дописниог члана Петербургшке академије наука (1895). Хојс је дошао у Виртемберг као син званичника градске куће Боћата и владиног архитекте Лудвига „Луја“ Хојса (1853—1903) и Елизабет Хојс, рођене Гумбел (1853—1927. Имао је два старија брата, Лудвига (1881—1932), касније љекара у Хајлброну, и Хермана (1882—1959), касније архитекта и професор грађевинарства. Године 1908 оженио је Ели Гумбел -Хојс, либерални политичар, касније члан Парламента Баден-Виртемберга (1946—1949), као и ко-оснивач и потпредсједник Међународног европског покрета у Немачкој. Свештеник на церемонији вјенчања одржаној у Стразбуру био је Алберт Швајцер, близак пријатељ Ели. Теодор Хојс је био протестант.

## Каријера
Након студија Хојс је једно вријеме радио као новинар и политички аналитичар. Године 1918. Хојс постаје члан њемачке либералне Демократске странке. Од 1924 до 1928 и од 1930 до 1933 био је члан Рајхстага. Дана 23. марта 1933, заједно са својим колегама четири ДСтП парламентараца, Хојс противно његово личном ставу, гласа у корист подзаконског акта у Рајхстага, који је Адолфу Хитлеру дао скоро диктаторску власт.
Пун званични назив - Закон о превазилажењу страдање народа и немачке државе (нем. Gesetz zur Behebung der Not von Volk und Reich).
После Другог свјетског рата Теодор Хојс био је први министар културе у Баден-Виртембергу. Након што је изабран у први немачки Бундестага, напустио је парламентарни мандат 12. септембра 1949, када је изабран за предсједника Савезне Републике Њемачке. Одбио је да га ословљавају ca „Екселенцијо“, радије једноставно „Господин Хојс." Био је члан Парламентарног Савјета за концепцију Устава Савезне Републике Њемачке.
Хојс је његовим политичко неутралним ставом ставио печат на функцију предјседника. После његове оставке добио је неколико престижних националних и међународних награда. Изузетно је сарађивао са канцеларом Конрад Аденауер, са којим је постао близак пријатељ. Његове државне посјете доприносиле су међународном статусу Савезне Републике Њемачке. Његова бивша кућа у Штутгарту је сада отворена за јавност као кућа Др. Теодора Хојса.

## Дјела
- Gestalten und Gestalter: Lebensgeschichtliche Bilder, herausgegeben von Theodor Heuss [Autor: Friedrich Naumann]. Walter de Gruyter, Berlin/Leipzig 1919
- Deutsche Gestalten. München. 1975. ISBN 978-3-442-11130-5. Goldmann.  [andere Ausgaben ab 1947]
- Justus von Liebig: Vom Genius der Forschung. Hoffmann und Campe, Hamburg 1942
- Friedrich Naumann: Der Mann, das Werk, die Zeit. Siebenstern-Taschenbuch-Verlag, München/Hamburg 1968
- Robert Bosch: Leben und Leistung. Stuttgart. 2002. ISBN 978-3-421-05630-6. Erweiterte Neuausgabe, Deutsche Verlags-Anstalt.
- Hans Poelzig: Bauten und Entwürfe. Stuttgart. 1985. ISBN 978-3-421-02835-8. Deutsche Verlags-Anstalt.
- Zur Kunst dieser Gegenwart: 3 Essays. Wunderlich, Tübingen 1956
- Schattenbeschwörung: Randfiguren der Geschichte. 1999. ISBN 978-3-931402-52-5. Klöpfer und Meyer, Tübingen.
- Wanderung durch deutsches Schicksal. Bertelsmann, Gütersloh 1961
- Hitlers Weg: Eine historisch-politische Studie über den Nationalsozialismus. Union, Stuttgart, 1932 (Zu Lebzeiten verhinderte Heuss einen Nachdruck.)
- Hitlers Weg: Eine Schrift aus dem Jahre 1932. Wunderlich, Tübingen 1968
- Vorspiele und Gestalten. Hyperion-Verlag, Freiburg i. Br. 1959
- Vor der Bücherwand: Skizzen zu Dichtern und Dichtung. Wunderlich, Tübingen 1961
- Erinnerungen 1905—1933. Fischer Bücherei, Frankfurt a. M./Hamburg 1965
- Vorspiele des Lebens: Jugenderinnerungen. Büchergilde Gutenberg, Frankfurt a. M. 1966
- Schwaben: Farben zu einem Portrait. Wunderlich, Tübingen 1967
- Berlin und seine Museen. Knorr und Hirth, München/Ahrbeck/Hannover 1966
- Die großen Reden. Deutscher Taschenbuch Verlag, München 1967
- Tagebuchbriefe: 1955/1963. Wunderlich, Tübingen/Stuttgart 1978